# Rolnicza spółdzielnia produkcyjna

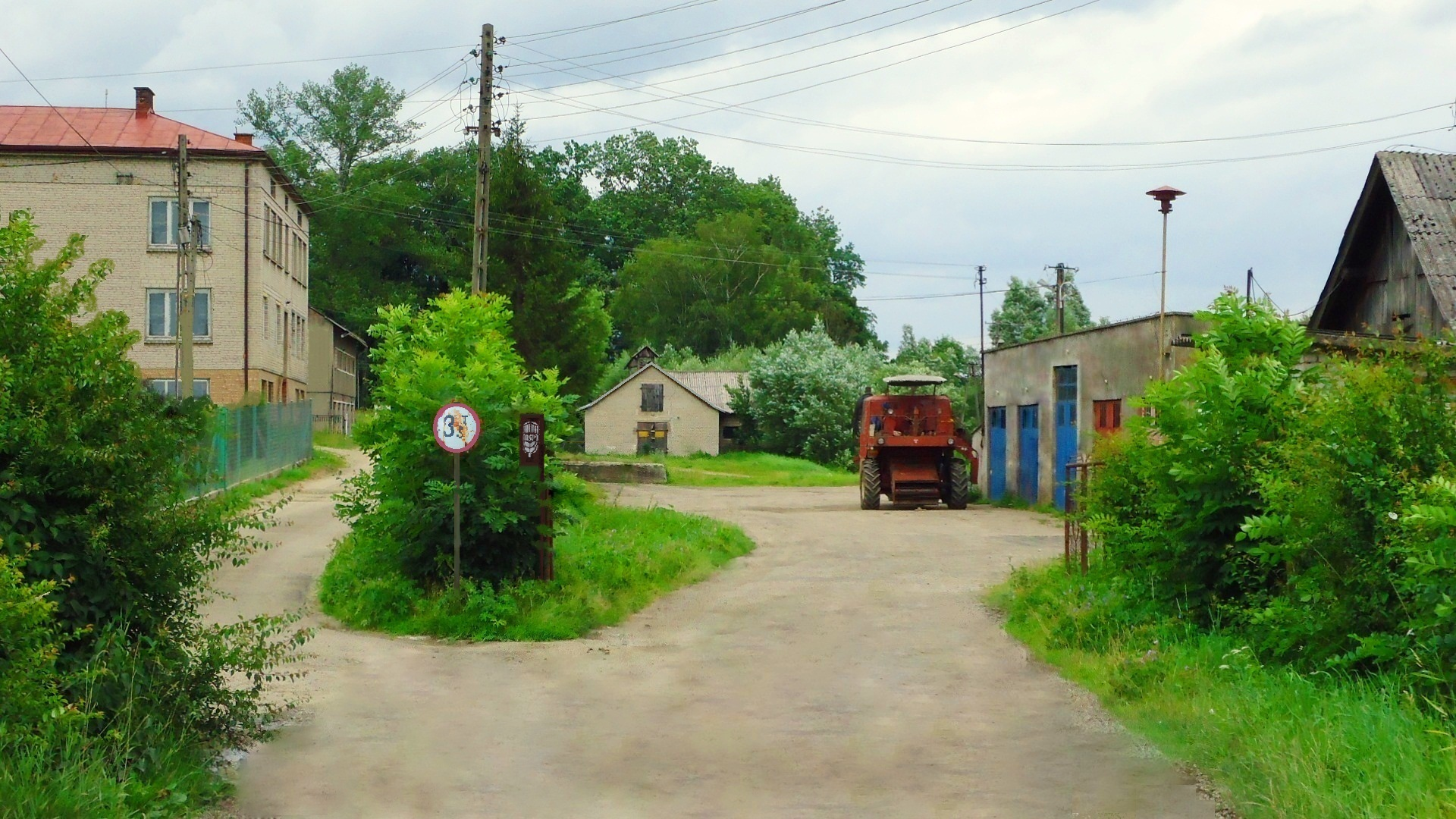
RSP „Jedność” w Czerteżu (woj. podkarpackie)

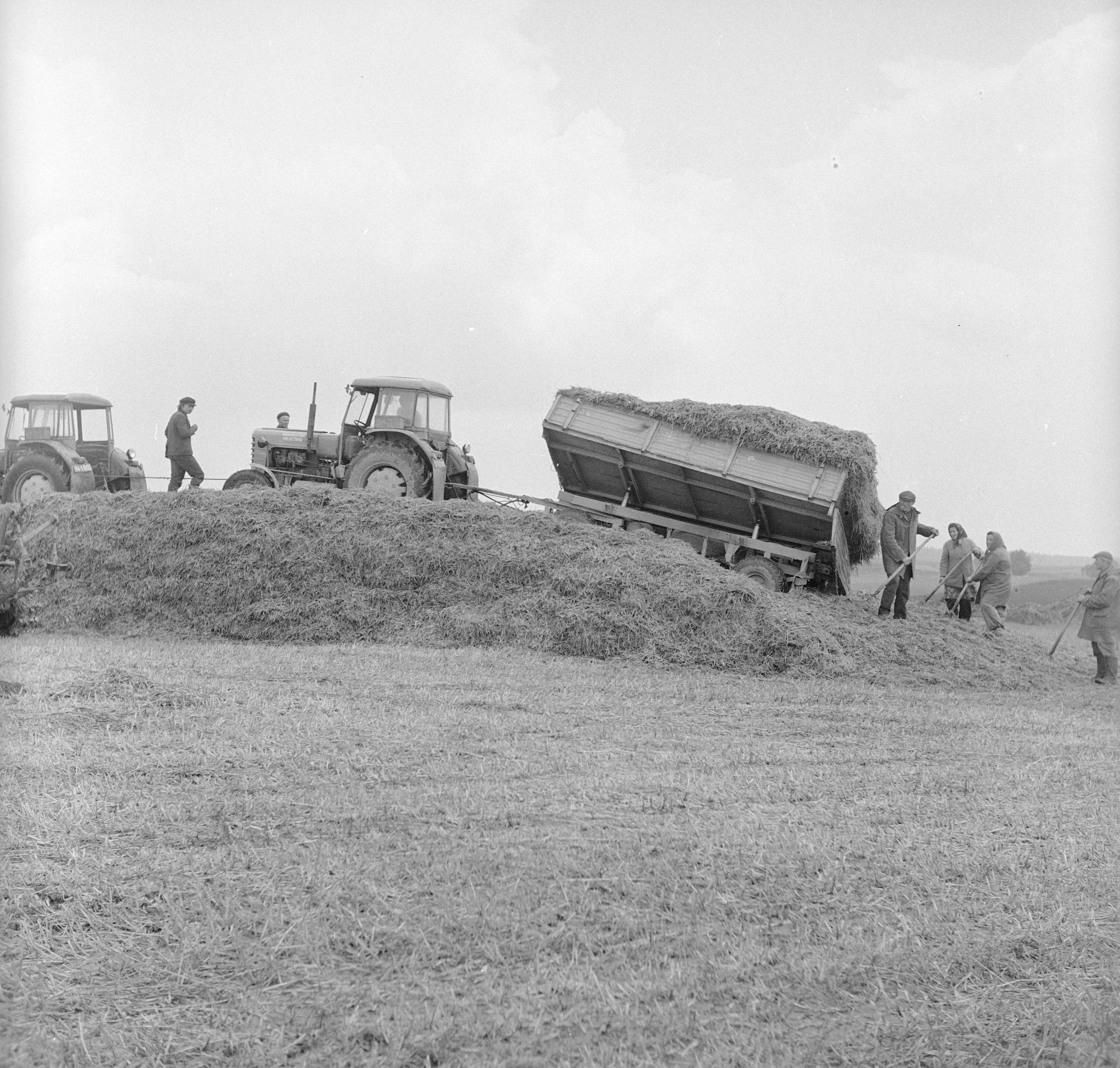
Praca w rolniczej spółdzielni produkcyjnej

Rolnicza spółdzielnia produkcyjna (RSP) – zespół rolników indywidualnych, którzy w sposób dobrowolny podjęli decyzję w sprawie wspólnego użytkowania ziemi dla podniesienia wydajności pracy i osiągnięcia wyższych wyników produkcyjnych.
Rolnicze spółdzielnie produkcyjne działają w oparciu o akty prawne, statuty, regulaminy i inne regulacje ustanawiające ramy zespołowej pracy w rolnictwie.

## Polityczne przesłanki powołania rolniczych spółdzielni produkcyjnych
Idea przekształcania indywidualnych gospodarstw rolnych w spółdzielcze przedsiębiorstwa rolne oparta była na przekonaniu, że wspólna własność środków produkcji i zasady podziału dochodu tworzą wartość dodaną.
Uwarunkowania uspołecznienia rolnictwa oparto na następujących przesłankach ekonomiczno-politycznych:
- trwały rozwój produkcji środków produkcji dla rolnictwa, zapewniający rekonstrukcję techniczną rolnictwa;
- możliwość wydzielenia znacznej części funduszu inwestycyjnego na potrzeby socjalistycznej przebudowy rolnictwa;
- warunki dla masowej migracji z rolnictwa siły roboczej, zastępowanej przez maszyny wprowadzane do wielkich socjalistycznych przedsiębiorstw rolnych;
- masowe pozyskanie kadr dla kierowania wielkimi przedsiębiorstwami rolnymi;
- stały wzrost produkcji rolniczej i stały spadek kosztów produkcji.

## Powstanie rolniczych spółdzielni produkcyjnych w Polsce
Pierwsze spółdzielnie rolnicze zaczęto organizować w 1949 r. w ramach wdrażania radzieckiego modelu rolnictwa, w postaci kolektywizacji. Spółdzielnie należały do tej kategorii jednostek, które nie powstawały z oddolnej inicjatywy, lecz na mocy odgórnych decyzji politycznych. Głównym oparciem organizacyjnym w pierwszej fazie powstawania spółdzielni były państwowe ośrodki maszynowe (POM), które oprócz świadczeń usług traktorowo-maszynowych, prowadziły również działalność instruktażowo-doradczą przy pomocy służby agronomicznej i zootechnicznej.

## Typy statutów stosowanych w RSP
Obowiązywały cztery wzorcowe statuty dla czterech typów spółdzielni produkcyjnych:
- typ I – Statut Zrzeszenia Uprawy Ziemi;
- typ Ib – Statut Rolniczego Zrzeszenia Spółdzielczego;
- typ II – Statut Rolniczej Spółdzielni Wytwórczej;
- typ III – Statut Rolniczego Zespołu Spółdzielczego.

W rzeczywistości funkcjonowały dwa typy spółdzielni – spółdzielnie prowadzące zespołową produkcję roślinną oraz spółdzielnie prowadzące zespołową produkcję roślinną i zwierzęcą.

## Członkostwo w rolniczych spółdzielniach produkcyjnych
Członkiem RSP mogła być osoba, która ukończyła 18 lat i zajmowała się rolnictwem lub innym zawodem przydatnym w spółdzielni. Do podstawowych obowiązków członka należało wniesienie zadeklarowanych wkładów (ziemi) i udziałów w postaci żywej siły roboczej. RSP nie zawierała umowy o pracę z członkami i nie stosowano wobec nich przepisów o zatrudnieniu i wynagrodzeniu.
Wynagrodzeniem za pracę był udział w podziale dochodów uzyskanych przez gospodarstwo zespołowe.
Do oceny wkładu pracy stosowane były dwa mierniki:
- dniówka obrachunkowa;
- obrachunkowa jednostka pieniężna.

## Liczba rolniczych spółdzielni produkcyjnych w latach 1949–1956
W wyniku stosowanej presji ekonomicznej oraz form przymusu wobec rolników, nastąpił szybki wzrost rolniczych spółdzielni produkcyjnych:
| Rok  | Liczba zarejestrowanych spółdzielni | Liczba rodzin zrzeszonych w spółdzielniach | Liczba rodzin w przeliczeniu na jedną spółdzielnię | Powierzchnia gruntów rolnych w tys. ha | Powierzchnia gruntów w przeliczeniu na jedną spółdzielnię (w ha) |
| ---- | ----------------------------------- | ------------------------------------------ | -------------------------------------------------- | -------------------------------------- | ---------------------------------------------------------------- |
| 1949 | 243                                 | 6112                                       | 25,1                                               | –                                      | –                                                                |
| 1950 | 2199                                | 60 370                                     | 27,4                                               | 190,3                                  | 86,5                                                             |
| 1951 | 3056                                | 84 500                                     | 27,6                                               | 684,8                                  | 224,1                                                            |
| 1952 | 4478                                | 115 500                                    | 25,8                                               | 756,7                                  | 168,9                                                            |
| 1953 | 7773                                | 18 127                                     | 23,3                                               | 1380,3                                 | 177,6                                                            |
| 1954 | 9322                                | 207 682                                    | 22,3                                               | 1712,6                                 | 183,7                                                            |
| 1955 | 9790                                | 212 828                                    | 21,7                                               | 1866,9                                 | 190,7                                                            |
| 1956 | 10 510                              | –                                          | –                                                  | –                                      | –                                                                |

## Znaczenie nowej polityki rolnej z 1956 r. dla spółdzielni rolniczych
W październiku 1956 r. podjęto decyzje polityczne, które zaważyły na dalszych losach spółdzielni produkcyjnych. Wśród nich należy wymienić możliwość rozwiązania spółdzielni, w sytuacji gdy ich tworzenie nie było dobrowolne, a nawet gdy dokonywało się w oparciu o szantaż czy zastraszanie. W ciągu zaledwie dwóch miesięcy (do końca 1956 r.) rozwiązaniu uległo 85,6% rolniczych spółdzielni produkcyjnych.
W latach 1956–1961 obowiązywały tylko ramowe zasady statutowe określone przez Krajową Radę Spółdzielczości Produkcyjnej.
W ustawie z 1961 r. o spółdzielniach i ich związkach określono podstawowe wymagania stawiane przed spółdzielniami, do których wszystkie spółdzielnie się dostosowały i przyjęły nowe statuty.

## Statuty rolniczych spółdzielni produkcyjnych
Statuty rolniczych spółdzielni produkcyjnych opierały się na ustawie z 1961 r. o spółdzielniach i ich związkach i określały:
- nazwę spółdzielni, jej siedzibę i teren działania;
- cel spółdzielni, przedmiot jej działalności gospodarczej, czas jej trwania;
- prawa i obowiązki członków, zasady przyjmowania i wykluczania członków;
- wysokość udziałów i sposób zwrotu wkładu gruntownego;
- sposób zwoływania walnych zgromadzeń i podejmowania uchwał;
- zasady obliczania nakładów pracy członków i ich rodzin;
- zasady podziału dochodu i pokrywania strat.

## Liczba rolniczych spółdzielni produkcyjnych
W oparciu o roczniki statystyczne GUS, liczba RSO przedstawiała się następująco:
| Rok  | Liczba spółdzielni | w tym nowo zarejestrowanych | Członkowie spółdzielni w tys. | Powierzchnia RSP w tys. ha | Powierzchnia na 1 spółdzielnię w ha |
| ---- | ------------------ | --------------------------- | ----------------------------- | -------------------------- | ----------------------------------- |
| 1960 | 2072               | 272                         | 31,9                          | 266,9                      | 128,8                               |
| 1970 | 1105               | 36                          | 37,6                          | 280,9                      | 254,0                               |
| 1975 | 1246               | 160                         | 59,0                          | 399,9                      | 328,9                               |
| 1980 | 2399               | 155                         | 172,1                         | 873,7                      | 364,2                               |
| 1990 | 2240               | –                           | –                             | 736,0                      | 328,6                               |
| 2002 | 1158               | –                           | 16,0                          | 324,0                      | 279,8                               |
| 2010 | 324                | –                           | 11,1                          | 235,4                      | 726,5                               |

## Rolnicze spółdzielnie produkcyjne w świetle Prawa spółdzielczego
W ustawie z 1982 r. przyjęto, że przedmiotem działalności rolniczej spółdzielni produkcyjnej jest prowadzenie wspólnego gospodarstwa rolnego oraz działalności na rzecz indywidualnych gospodarstw rolnych członków. Spółdzielnia może również prowadzić inną działalność gospodarczą.

### Członkowie rolniczej spółdzielni produkcyjnej
Członkami spółdzielni mogą być rolnicy będący:
- właścicielami lub posiadaczami samoistnymi gruntów rolnych;
- dzierżawcami, użytkownikami lub innymi posiadaczami zależnymi gruntów rolnych;
- członkami spółdzielni mogą być również inne osoby mające kwalifikacje przydatne do pracy w spółdzielni.

### Wkłady gruntowe i pieniężne
Statut spółdzielni może przewidywać, że członek posiadający grunty jest obowiązany wnieść je w całości lub części jako wkład do spółdzielni.
Przez wkład gruntowy rozumie się grunty oraz budynki lub ich części i inne urządzenia trwale z gruntem związane, znajdujące się na tych gruntach w chwili ich wniesienia.
Wniesienie wkładu gruntowego przez posiadacza zależnego wymaga zgody właściciela.

### Prawo do działki przyzagrodowej
Statut może przewidywać, że członkowi przysługuje prawo do działki przyzagrodowej. W takim wypadku statut powinien określać, którym członkom przysługuje prawo do działki przyzagrodowej, wielkość działek i sposób ich wydzielania. Użytkowanie przez spółdzielnię wkładów gruntowych jest odpłatne. Statut określa zasady wynagradzania za użytkowanie tych wkładów.

### Określenie wartości wkładów gruntowych
Grunty wniesione jako wkłady ocenia się na zasadzie szacunku porównawczego ich wartości użytkowej.
Budynki i inne urządzenia stanowiące wkład szacuje się w pieniądzach według stanu i cen z dnia wniesienia. Użytkowanie przez spółdzielnię wniesionych przez członka wkładów gruntowych regulują przepisy Kodeksu cywilnego.

### Rozporządzanie gruntem stanowiącym wkład gruntowy do spółdzielni
Członek będący właścicielem gruntu stanowiącego jego wkład może tym gruntem rozporządzać aktami między żyjącymi lub na wypadek śmierci, jednakże o zamierzonym przeniesieniu własności gruntu na osobę niebędącą członkiem tej samej spółdzielni powinien spółdzielnię uprzedzić co najmniej na trzy miesiące przed dokonaniem tej czynności.
W razie odpłatnego przeniesienia własności wkładu gruntowego spółdzielni przysługuje prawo pierwokupu. Nie dotyczy to przeniesienia własności wkładu gruntowego na rzecz innego członka tej samej spółdzielni posiadającego w niej wkład gruntowy.
Grunt przeniesiony na własność innego członka tej samej spółdzielni powiększa wkład nabywcy.

### Wkład pieniężny i środki produkcji na jego poczet
Statut spółdzielni może zobowiązywać członków do wniesienia określonego wkładu pieniężnego. Na poczet tego wkładu spółdzielnia może przyjąć środki produkcji, jak: inwentarz żywy, pasze, materiał siewny, urządzenia, maszyny i narzędzia przydatne we wspólnym gospodarstwie. Środki te podlegają oszacowaniu według stanu i cen z dnia wniesienia.
Wkład pieniężny, jak i środki produkcji wniesione na jego poczet, są przeliczane według zasad określonych w statucie.